# 바레인의 행정 구역
바레인의 행정 구역은 4개의 주로 나뉜다.

## 폐지
2014년 이전에는 5개의 주로 구성되어 있었으며, 2002년 7월 3일까지는 주가 아닌 12개의 행정구로 나누어져 있었다.